# 택시 운전사의 사랑
《택시 운전사의 사랑》(เฉิ่ม, Cherm, Midnight My Love)은 태국에서 제작된 콩데이 자투라나사미 감독의 2005년 드라마, 멜로/로맨스 영화이다. 페치타이 웡캄라오 등이 주연으로 출연하였고 수칸야 봉스타팟 등이 제작에 참여하였다.

## 출연

### 주연
- 페치타이 웡캄라오
- 우라눗 웡사완

## 기타
- 의상: Kesiree Phonwaraporn

## 한국어 더빙 성우진(KBS)
- 김준 - 밧 (펫타이 웡캄라오)
- 문선희 - 누언 (우라눗 웡사완)
- 윤병화 - 씨아짠 (시와 트라에상)
- 김익태 - 으어
- 임성표 - 무
- 위훈 - 토이 (프리타트 차이세쓰)
- 홍진욱 - DJ 탐마롱
- 이미향 - 신부
- 민지
- 은정
- 방우호